# Societat Catalana de Geografia
Societat Catalana de Geografia és una entitat fundada el 1935 com a filial de l'Institut d'Estudis Catalans (IEC), adscrita a la Secció de Filosofia i Ciències Socials. Conrea la geografia en tots els seus aspectes per estendre'n el coneixement del poble català i aplegar i publicar els treballs dels qui s'hi dediquen. Els socis fundadors foren Eduard Fontserè i Riba, Pau Vila i Dinarés, Marc Aureli Vila i Comaposada, Gonçal de Reparaz i Ruiz, Lluís Solé i Sabarís i Pere Blasi i Marangues.
Va haver d'interrompre les seves activitats durant la guerra civil espanyola i en acabar la major part dels seus membres s'exiliaren. El 1947 reinicià les seves activitats de manera clandestina a través de conferències i cursos particulars. El 1976 contactà amb els joves universitaris i des de 1977 actua de forma oficial.
La gestió de la Societat és dirigida per la Junta de Govern elegida per l'Assemblea General. A les reunions de la Junta assisteix un delegat de l'IEC (Secció de Filosofia i Ciències Socials), enllaç entre les dues entitats. Concedeix el premi Eduard Brossa per al recull de noms de lloc d'una localitat catalana, el premi Lluís Solé i Sabarís des del 1986 i el premi Lluís Casassas i Simó per a estudiants o joves llicenciats en geografia des de 1996. Les seves publicacions són Revista Catalana de Geografia (1978-1982) i Treballs des de 1984.

## Presidents
- Pau Vila i Dinarés (1935-1936)
- Josep Ramon Bataller i Calatayud (1948-1954)
- Josep Calassanç Serra i Ràfols (1955-1969)
- Josep Iglésies i Fort (1970-1972)
- Lluís Solé i Sabarís (1973-1981)
- Salvador Llobet i Reverter (1982-1985)
- Lluís Casassas i Simó (1986-1991)
- Vicenç Biete i Farré (1992-2000)
- Maria Dolors Garcia Ramon (2000-2006)
- Francesc Nadal i Piqué (2006-2012)
- Josep Oliveras i Samitier (2012-actualitat)